# Thể thao tại Việt Nam
Danh sách sau đây liệt kê những môn thể thao được quan tâm rộng rãi nhất ở Việt Nam.

## Thể thao cá nhân

### Cờ vua
Việt Nam là quê hương của những danh thủ môn cờ vua như César Boutteville, Hoàng Thanh Trang, Nguyễn Ngọc Trường Sơn, Paul Truong và nổi bật nhất là Lê Quang Liêm.

## Thể thao đồng đội

### Bóng chuyền
Đội tuyển bóng chuyền nam và nữ quốc gia Việt Nam có nhiều lần giành huy chương ở những kỳ SEA Games.

### Bóng đá

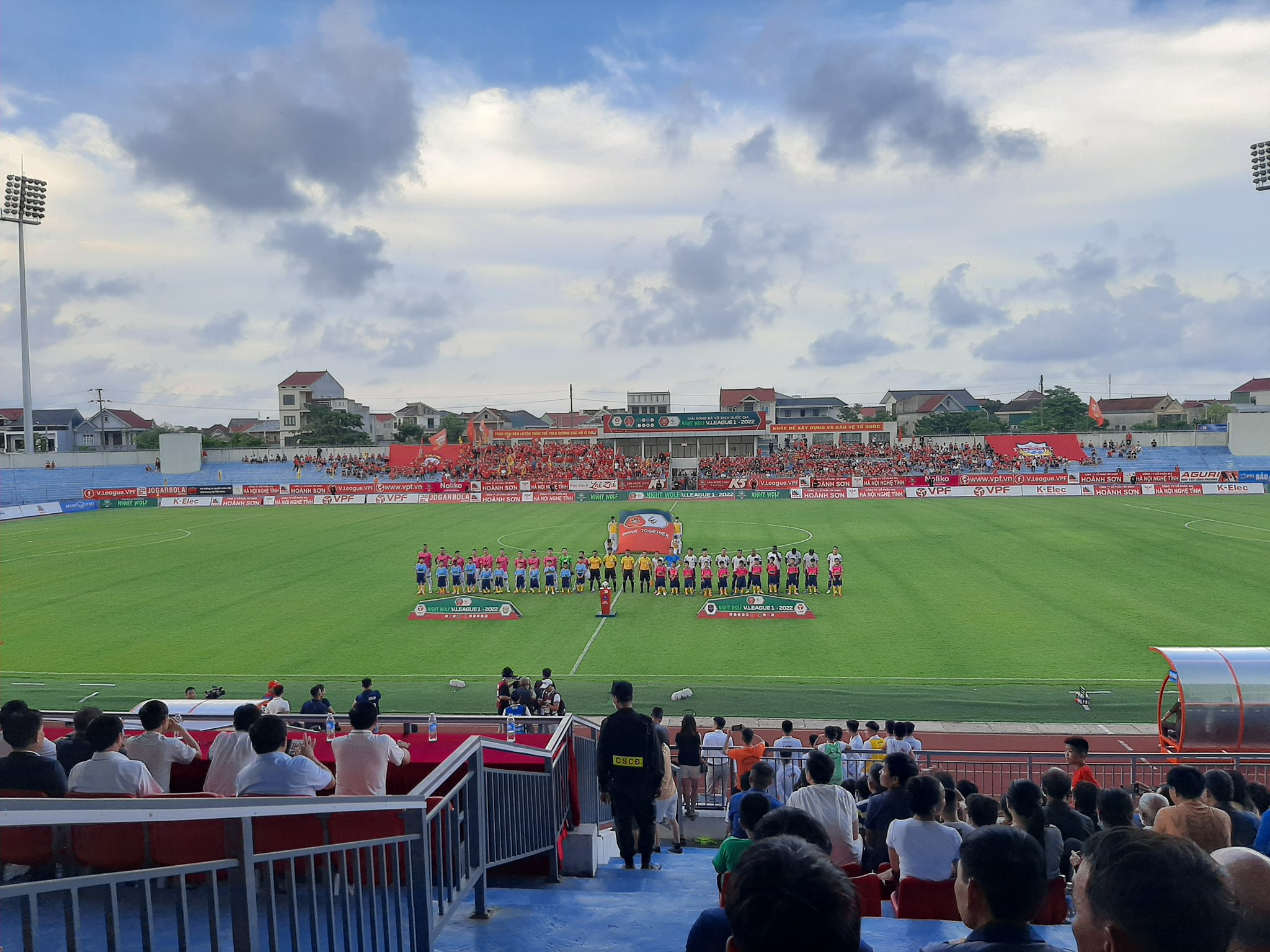
Một trận đấu tại V.League 1 2022 giữa câu lạc bộ Hồng Lĩnh Hà Tĩnh đấu với câu lạc bộ Becamex Bình Dương.

Bóng đá tại Việt Nam do Liên đoàn bóng đá Việt Nam (VFF) điều hành. Liên đoàn chịu trách nhiệm quản lý Đội tuyển bóng đá quốc gia Việt Nam và Đội tuyển bóng đá nữ quốc gia Việt Nam cùng với các đội tuyển trẻ khác của nước này. VFF cùng với Công ty Cổ phần Bóng đá chuyên nghiệp Việt Nam (VPF) tổ chức, quản lý và điều hành các giải vô địch quốc gia của Việt Nam, gồm có Giải bóng đá vô địch quốc gia (V. League 1), Giải bóng đá hạng nhất quốc gia (V. League 2), Giải bóng đá Hạng Nhì Quốc gia (V. League 3) và Giải bóng đá Hạng Ba Quốc gia (V. League 4).

### Bóng rổ
Bóng rổ đang ngày càng trở nên phổ biến ở Việt Nam, nhất là ở các tỉnh, thành phố: Thành phố Hồ Chí Minh, Hà Nội và Sóc Trăng.
Đội tuyển bóng rổ quốc gia Việt Nam đã giành được 2 tấm huy chương đồng nội dung 5x5 và 3x3 ở SEA Games 2019.

## Võ
Vovinam, Võ cổ truyền và Nhất Nam là 3 môn võ phổ biến nhất của Việt Nam.